# Конфликт на Китайско-Восточной железной дороге

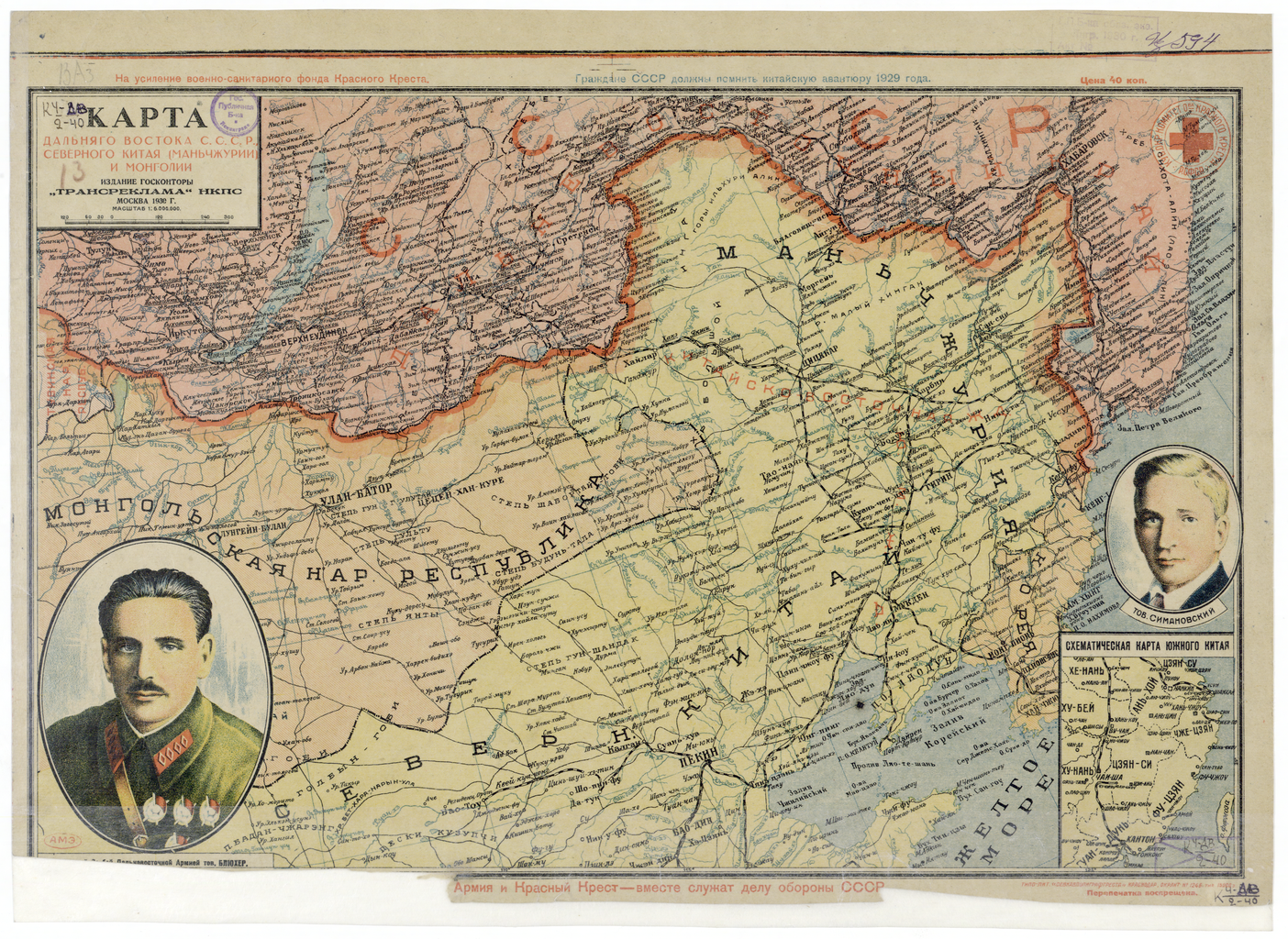
Карта конфликта в редакции 1930 года

Конфликт на Китайско-Восточной железной дороге (КВЖД) или Дальневосточный конфликт — советско-китайский военно-политический конфликт за контроль над Китайско-Восточной железной дорогой, бывшей совместным советско-китайским предприятием. В ответ на захват летом 1929 года гоминьдановскими войсками генерала Чжан Сюэляна КВЖД в ходе последовавших боевых действий Красная армия разгромила противника. Подписанный 22 декабря Хабаровский протокол положил конец конфликту и восстановил существовавший до столкновений статус дороги.

## Предшествующие события
В середине XVII века исторический Китай был завоёван маньчжурами, которые положили начало Империи Цин. С этого момента империя управлялась преимущественно выходцами из Маньчжурии. С XIX века Империя Цин вела изнурительные опиумные войны с европейскими державами, однако изолированность страны стала причиной технологического отставания и, как следствие, поражения китайских войск. А начавшееся в 1850 году восстание тайпинов против династии Цин усугубило и без того шаткое положение государства. По итогам всё новых войн с европейскими странами Империя Цин подписывала мирные договоры, по которым, как правило, лишалась контроля над частью своей территории. В то же время Российская империя, воспользовавшись бедственным положением Китая, выдвинула территориальные претензии на северные регионы Маньчжурии, что в итоге вылилось в Айгунский и Пекинский договоры, которые позже Китай назовёт неравными договорами. Однако на этом экспансионные планы России не останавливались, так как вынашивалась идея по отторжению уже западной части Маньжурии путём создания так называемой «Желтороссии» — марионеточного буферного государства со смешанным населением.
Маньчжурская железная дорога (впоследствии — КВЖД) была построена Российской империей в 1897—1901 гг. через территорию западной Маньчжурии Империи Цин, соединив Читу с Порт-Артуром. Строительство железной дороги имело важное колониальное значение и планировалось как начальный шаг для завоевания этой части Маньчжурии. В конце 1899 года в Империи Цин началось Ихэтуаньское восстание, повлёкшее за собой иностранную интервенцию. В результате под контролем Российской империи в сентябре 1900 года оказался правый берег реки Амур, а уже в октябре — вся Маньчжурия.
В конце 1911 года началась Синьхайская революция китайских националистов, требовавших восстановления суверенитета китайского государства и включения в его состав ранее входивших в Империю Цин таких новообразованных государств как Тибет, Монголия, а также всей территории Маньчжурии. Одновременно с этим, в условиях нестабильности Империи Цин, малонаселённую западную Маньчжурию начали интенсивно осваивать японцы. В результате к 1917 году принадлежавшая Российской империи Китайско-Восточная железная дорога (КВЖД) оказалась расположенной на спорной территории, на которую претендовали Китайская республика и Япония, а мировые державы имели собственные представления о будущем железной дороги и прилегающих районов.
После Октябрьской революции 1917 года стала объектом спора крупнейших мировых держав.
В 1918—1920 Япония пыталась овладеть дорогой, на Вашингтонской конференции только протест Китая и не приглашённой к обсуждению РСФСР, а также разногласия среди стран-участниц конференции не позволили достигнуть соглашения об установлении интернационального контроля над ней.
31 мая 1924 года были установлены дипломатические отношения между СССР и Китаем. На основе подписанных в мае и сентябре этого года соглашений КВЖД признавалась совместным советско-китайским коммерческим предприятием. Совместное управление на КВЖД было установлено в октябре 1924 г. Советско-китайское противостояние на КВЖД началось сразу после вступления в свои права советской администрации дороги.
Вставшие у руководства КВЖД А. Н. Иванов и бывший начальник Разведотдела Штаба РККА Ф. Я. Зейбот видели свою задачу в достижении полного подчинения управляющих органов дороги интересам Советского Союза и, вероятно, Коминтерна. Их позицию полностью поддерживал советский полпред в Пекине Л. М. Карахан, пользовавшийся в то время доверием и полной поддержкой у И. В. Сталина и Г. В. Чичерина. Китайская сторона потребовала увольнения А. Н. Иванова, китайские коммерсанты пытались применить к нему меры физического воздействия. Для того чтобы не обострять ситуации власти Маньчжурии принудили китайских коммерсантов уступить советскому Управляющему. Советское руководство столкнулось с реалиями серьезного противостояния, в котором обе стороны на КВЖД все больше и больше ужесточали свои позиции.
Фактическим правителем Манчжурии к этому времени стал губернатор провинции Фэнтянь маршал Чжан Цзолинь, создавший и вооруживший большую армию (в которую, в частности, входила набранная из белоэмигрантов 1-я отдельная Нечаевская бригада). Осенью 1924 года он начал войну против президента Цао Куня, используя КВЖД для снабжения и пополнения войск.
Поводом для перехода противоречий на КВЖД на уровень «конфликта на КВЖД» стали действия А. Н. Иванова по принуждению китайской стороны выполнять статью двухстороннего соглашения об оплате китайских военных перевозок. А. Н. Иванов запретил перевозку войск правителя Маньчжурии для того, чтобы помочь его противникам. Вследствие этого советский управляющий КВЖД вместе с несколькими другими советскими сотрудниками 22 января 1926 года были арестованы китайскими властями, а китайские военные взяли полный контроль над дорогой. Советское правительство потребовало освободить задержанных, и конфликт 1926 года был улажен. На железной дороге было восстановлено нормальное сообщение. В Москве пришли к выводу, что основные причины конфликта — в неправильной политике советских представителей в Китае. Один из озвученных в начале февраля 1926 года тезисов звучал так: «Одно из двух: или мы должны научиться мирно работать с китайцами и, развивая КВЖД, усиливать наше экономическое и политическое влияние в Северной Маньчжурии, или уйти с КВЖД. В противном случае при первом нашем осложнении на Западе нас „уйдут“ с КВЖД китайцы». В апреле из Харбина были отозваны в СССР и Управляющий КВЖД Иванов и генконсул в Харбине, сторонники жёсткой линии.
Однако с августа 1926 года конфликты на КВЖД возобновились. Харбинские военные власти предприняли новый нажим, отобрав силой коммерческую флотилию дороги, которая плавала по реке Сунгари, и потребовали прекращения деятельности школьного отдела Китайско-восточной железной дороги. На станции Цзинань Китайско-Восточной железной дороги отрядом белогвардейцев под командованием Нечаева (находившихся на службе у Чжан Цзунчана) были сняты с поезда и арестованы советские граждане Позднеев и Маракуев, которым белогвардейцы угрожали расстрелом. Только после протеста Г. В. Чичерина Позднеев и Маракуев были освобождены. Позднее вооружённым отрядом белогвардейцев был остановлен ещё один следовавший по КВЖД поезд, из вагона был выведен сотрудник советского торгпредства в Китае Новиков, следовавший в служебную командировку в Цицикар. 31 августа 1926 года Г. В. Чичерин направил советским полпредам телеграмму, в которой, в частности, говорилось: «Чжан Цзолинь начал кампанию постепенного вытеснения нас с КВЖД».
В свою очередь, советская сторона усиливала давление на китайские власти. В 1926 году имела место неудавшаяся попытка покушения на Чжан Цзолиня; три советских диверсанта были осуждены и освобождены лишь весной 1930 года, в обмен на пленных китайских офицеров. В феврале 1927 года на реке Янцзы по приказу Чжан Цзолиня был захвачен советский торговый пароход «Память Ленина», команда парохода и два находившихся на борту дипломатических курьера были арестованы и брошены в тюрьму. 6 апреля 1927 года около 100 вооружённых винтовками китайских полицейских и солдат Чжан Цзолиня ворвались в советское полпредство в Пекине, при этом были заняты здания дипломатической миссии (за исключением главного здания) и дома, в которых проживали сотрудники полпредства; в них провели обыск, также были разгромлены библиотека и клуб, подожжены помещения военного атташе, арестованы сотрудники. Солдаты и полицейские находились на территории дипломатической миссии несколько дней, занимаясь уничтожением и разграблением имущества посольства. Вслед за этим последовал налёт на советское консульство и учреждения в Тяньцзине, после которого СССР отозвал дипломатический персонал. Советское руководство отомстило Чжан Цзолиню. 4 июня 1928 года поезд, в котором ехал Чжан Цзолинь, был взорван (Хуангутуньский инцидент), и он погиб.
КВЖД под советским управлением начала приносить намного меньше прибыли, что опустошало китайскую казну. Так, в 1924 году прибыль КВЖД составляла 11 миллионов рублей, в 1926 году — почти 20 млн рублей, а начиная с 1927 года прибыли дороги начали неудержимо падать. В 1927 году она составила меньше 10 млн рублей, в 1928 году — менее 5 млн рублей, хотя канадские и американские эксперты утверждали, что КВЖД способна приносить до 50 млн золотых рублей ежегодно.

## Начало конфликта
Летом 1928 Чан Кайши завершил объединение Китая под своим началом и перевёл столицу в Нанкин. Нанкинское правительство было признано великими державами, в том числе СССР, как центральное правительство Китая. Правительство Чан Кайши приступило к решению задачи вытеснения иностранцев со всей территорией страны. На февральском 1928 г. IV-м пленуме ЦИК Гоминьдана было принято решение об отмене неравноправных договоров, а в декабре 1928 года Чан Кайши объявил советско-китайский договор 1924 г., оформивший советско-китайское совместное владение КВЖД, неравноправным. В то же время Маньчжурия фактически оставалась под контролем сына Чжан Цзолиня — Чжан Сюэляна. Чжан Сюэлян присоединился к Чан Кайши, чтобы пользоваться его покровительством в отношениях с японцами (он отказался платить Японии по займам отца).
Советско-китайские отношения за это время пережили не только полный разрыв связей между правящими партиями, но и расстрел советских дипломатов, разгром советских дипломатических миссий и консульств. Так как ещё 1927 году был проведён ряд враждебных акций против советских посольств и торговых представительств в Великобритании, Германии, Польше и Китае, то конфликт на КВЖД рассматривался советской стороной как часть большого заговора империалистов против СССР.

### Начальный этап

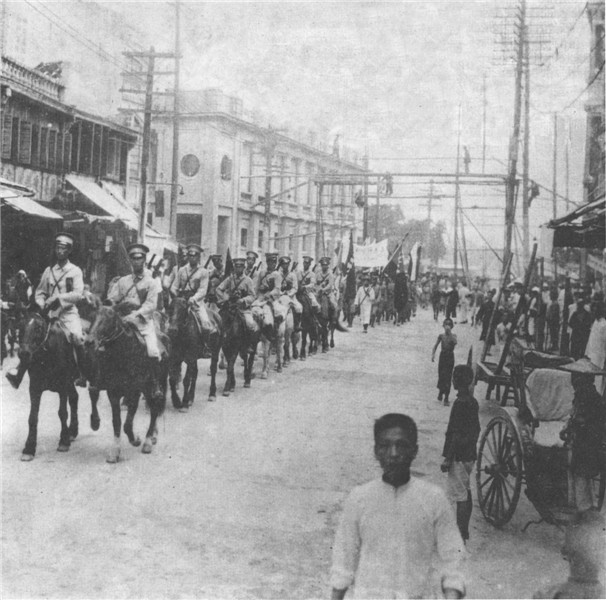
Китайская кавалерия в Харбине. 1929 год

После заявления Чан Кайши о неравноправности договора по КВЖД маньчжурские власти начали предпринимать попытки по захвату объекта. После пропагандистской кампании в прессе 22 декабря 1928 года китайская полиция Харбина захватила телефонную станцию КВЖД. 29 декабря был спущен флаг КВЖД, состоящий из китайского, пятицветного наверху и советского красного внизу. Вместо него был вывешен флаг Гоминьдана. В начале 1929 года китайские власти потребовали, чтобы распоряжения советского генерального управляющего дорогой согласовывались с китайскими советниками. 2 февраля 1929 года советская сторона предложила правительству в Мукдене обсудить наметившиеся разногласия. Но встреча советского генерального консула в Харбине Бориса Мельникова с Чжан Сюэляном окончилась взаимными обвинениями и ссорой.
27 мая 1929 года китайская полиция ворвалась в помещение советского генерального консульства в Харбине и конфисковала часть документов. Некоторые из них были наполовину сожжены. Среди конфискованного имущества были найдены две искусно сделанные печати, которые использовались для того, чтобы запечатывать письма и посылки с пропагандистскими материалами и отсылать их под видом американских и японских почтовых отправлений. Под предлогом того, что в консульстве проходила встреча работников Коминтерна, были арестованы 80 человек, в том числе 42 сотрудника консульства. По утверждению советской стороны, там проходило «заседание коммунистов Дальнего Востока». Советская сторона в своих документах заявила об аресте 38 человек, из которых 37 было советскими гражданами и один китаец — Фын Ши Цян.
В общей сложности, весной 1929 года китайскими властями были арестованы свыше 2000 советских граждан — рабочие и служащие КВЖД, сотрудники консульства в Харбине и другие. Несмотря на направленные СССР ноты протеста с призывом к гуманному отношению к незаконно арестованным советским гражданам, арестованные граждане СССР содержались в невыносимых условиях, свыше десяти человек были обезглавлены. 31 мая заместитель Наркоминдела Карахан передал китайскому поверенному в делах в Москве Ся Вей-суну ноту протеста и потребовал немедленного освобождения арестованных и возвращения конфискованного имущества. 1 июня часть китайских дипломатов покинула Москву. Несмотря на требование освобождения арестованных, заявленное советским правительством в его ноте от 31 мая, они в течение нескольких месяцев продолжали находиться в заключении. Прошедший судебный процесс советское правительство назвало фарсовым и «прикрытием очередной бессудной расправы над советскими гражданами».

### Обострение конфликта
9 июля президент совета директоров КВЖД Люй Чжунхуан назначил члена совета директоров Фаня Чикуаня заместителем генерального управляющего КВЖД. Люй потребовал, чтобы начальниками всех ключевых отделов на дороге стали китайскими гражданами, и чтобы все распоряжения советского управляющего заверялись подписью Фана. 10 июля, когда генеральный управляющий КВЖД А. И. Емшанов отказался выполнять распоряжение Люя, китайские власти захватили телеграф, через который советские работники направляли сообщения в Москву, закрыли конторы торгпредства, Дальгосторга, Совторгфлота, нефтяного и текстильного синдиката и штаб-квартиру железнодорожного профсоюза. Начались аресты советских работников КВЖД под предлогом того, что они занимались коммунистической пропагандой. 11 июля Люй уволил Емшанова и всех начальников отделов и немедленно заменил их китайцами или принявшими китайское подданство белоэмигрантами. Это было сделано под предлогом нарушения Емшановым и другими советскими служащими статьи 6 Советско-китайского соглашения от 1924 года (пропаганда, направленная против политической и социальной системы Китая, планы по свержению китайского правительства, уничтожение КВЖД и пр.).
13 июля Л. М. Карахан выслал правительствам в Мукдене и Нанкине ноту протеста. В ней указывалось на незаконность действий китайских властей. Там же отмечалось, что маньчжурские войска придвинулись к советской границе, и есть основания предполагать, что Мукден планирует заслать на территорию СССР отряды белогвардейцев. В связи с этим СССР заявлял решительный протест и обращал внимание китайской стороны на исключительную серьёзность положения. Там же выражалась готовность советской стороны решить конфликт мирным путём, если граждане СССР будут освобождены, а противоправные действия прекращены. В противном случае Китаю будут грозить серьёзные последствия. Нота протеста осталась без последствий. По словам американского консула в Харбине, китайские власти «заставили себя поверить в то, что Советы никогда не перейдут от слов к делу».
Движение на железной дороге в районе станции Пограничная было остановлено 14 июля, а 17 июля на границе был остановлен транссибирский экспресс, следовавший из Харбина. 15 июля генерал Чан Чин-хой, гражданский администратор особой зоны, приказал передать все библиотеки КВЖД с сотнями тысяч ценных книг в распоряжение Китайской администрации по просвещению. По его распоряжению подразделение КВЖД, отвечающее за вопросы земельной собственности, присоединялось к Китайской земельной администрации, а 12 скотобоен и 2 санитарные станции национализировались. Между тем заместитель управляющего Фань закрыл отделы по делам пароходств и рационализации труда, что вызвало массовые увольнения советских служащих.
16 июля китайская сторона прислала ответ на ноту Карахана, в котором говорилось о том, что Китай вынужден пойти на меры по поддержанию общественного порядка, и действия властей северных провинций являются ответными мерами на противоправные действия советской стороны. Там же указывалось, что в СССР были арестованы без предъявления обвинений тысячи китайских эмигрантов и торговцев, а тысячи оставшихся на свободе китайцев поставлены в условия, в которых они не имеют возможности зарабатывать себе на жизнь. Китай согласен отпустить советских служащих КВЖД, если СССР отпустит всех китайских граждан, арестованных по политическим мотивам, и если всем китайским гражданам, торговцам и организациям будет гарантирована должная защита.
17 июля советская сторона направила ответ, в котором нота нанкинского правительства признавалась неудовлетворительной. В виду невозможности решить конфликт СССР отозвал своих дипломатических, консульских и торговых представителей и выслал из страны китайских официальных лиц. Ответственность за случившееся была возложена на нанкинское правительство.
19 июля китайское правительство опубликовало манифест, в котором объясняло другим державам свою позицию в конфликте. 20 июля нанкинское правительство объявило о разрыве дипломатических отношений с СССР.
22 июля Цай Юньшэн, поверенный нанкинского правительства по иностранным делам в Харбине, обратился к советскому консулу Мельникову и предложил соглашение: советские служащие КВЖД будут освобождены, а конфликтная ситуация решена в порядке переговоров. В течение нескольких недель советская и китайская сторона обменивались депешами, что не дало результата (нанкинское правительство послушало немецких военных советников, которые утверждали, что СССР не в состоянии начать войну). Дальнейшие переговоры велись при посредничестве немецкого министерства иностранных дел. Конфликт переходил в вооружённое противостояние.
В полосе отчуждения КВЖД проживало большое число советских граждан, которые обслуживали дорогу. С началом конфликта часть из них перешла на сторону китайцев. Тем не менее многие начали вести борьбу с китайскими властями; мирными формами борьбы были самоувольнение по призыву советского профсоюза КВЖД и распространение пропагандистских листовок. За период с 10 июля по 31 декабря 1929 года с КВЖД уволились 1689 человек. Китайские власти арестовывали советских агитаторов. Например, была арестована 20-летняя студентка Н. А. Алещенко, которая в ночь с 6 на 7 августа 1929 года расклеивала листовки с призывами к рабочим и служащим КВЖД к забастовкам. Советскими молодыми активистами применялись также насильственные методы борьбы — диверсии, убийства полицейских и лиц, которые были лояльны китайской власти. Китайские власти самовольно уволившихся рабочих и служащих дороги, а также обвинённых во вредительстве и распространении советских агитматериалов, отправляли в концлагерь Сумбэй около Харбина. Многие служащие дороги пережидали конфликт, уволившись по болезни, причём наиболее осторожные даже временно уехали из Маньчжурии.

### Силы сторон

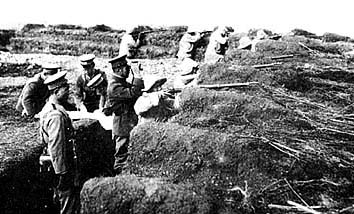
Китайские войска, КВЖД, 1929 год

Находящаяся под командованием Чжан Сюэляна Мукденская армия насчитывала 300 000 человек, кроме того, в приграничном районе находились до 70 тысяч белогвардейцев и 11 кораблей Сунгарийской речной флотилии. Основные силы были сосредоточены следующим образом:
- на Забайкальском направлении (в районе станция Маньчжурия — Хайлар — Цицикар) — 54 тысяч человек, 107 пулемётов, 70 орудий, 100 бомбомётов, 2 бронепоезда, 3 самолёта[14].
- на Благовещенском направлении — до 5 тысяч человек[14]
- на Сунгарийском направлении — свыше 5,5 тысяч человек, 26 пулемётов, 20 орудий и 16 бомбомётов[14]
- на Приморском направлении — 63 тысяч человек, 200 пулемётов, 120 орудий и 110 бомбомётов[14]

Советские войска насчитывали лишь 16 481 человек и 9 танков, однако были лучше вооружены и подготовлены. Поддержку войскам и пограничникам осуществляла Стрелковая охрана Уссурийской железной дороги, которая защищала объекты железнодорожного транспорта и обеспечивала охрану воинских грузов.
На стороне китайских войск белогвардейцы, как следует из отчёта РОВС, не воевали, хотя отдельные белые отряды совершали безуспешные рейды на советскую территорию.
В течение следующих недель на границе велись активные манёвры советских войск. В район советско-китайской границы были направлены дополнительные части РККА. Их численность только на территории Дальневосточного края к 31 июля 1929 года составляла 52,5 тысяч человек, 249 орудий, 9 танков, 70 самолётов (без учёта пограничных войск). Барражировали аэропланы, в районе станции Пограничной были установлены мощные прожекторы. Под Благовещенском были проведены артиллерийские учения. Приграничные районы в Китае охватила паника — жители были уверены в скором советском вторжении.
Количество китайских войск в районе советско-китайской границы также увеличилось. По данным разных авторов их численность оценивалась от 21 000 до 120 тысяч китайских солдат и даже до 300 тысяч китайских солдат и ещё до 70 000 вооружённых русских белогвардейцев. Китайские и белогвардейские отряды неоднократно обстреливали территорию СССР.

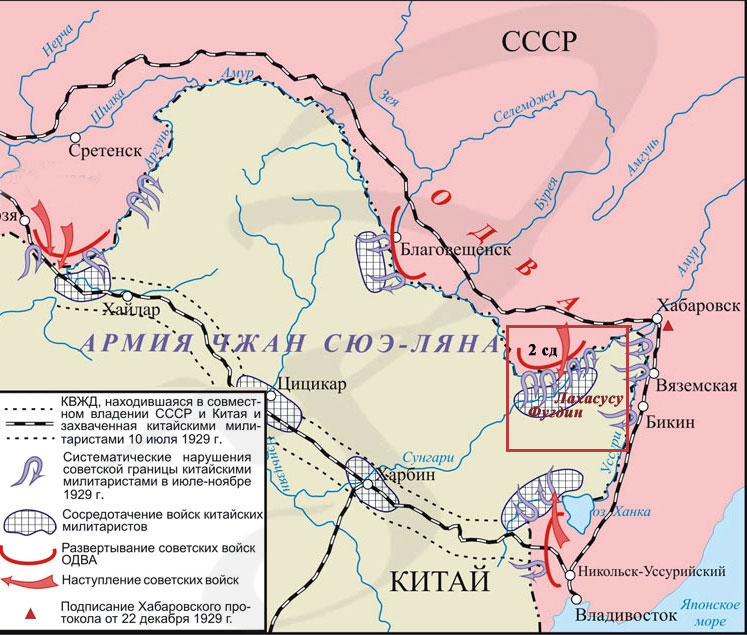
Военные действия в районе КВЖД в 1929 году

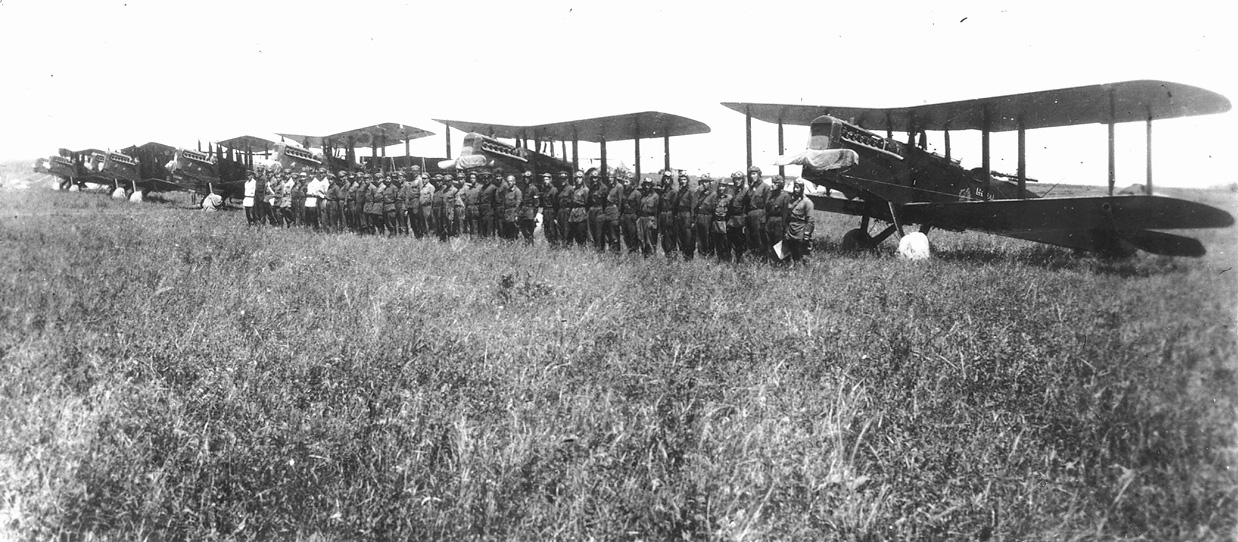
Самолёты Р-1 19-го авиационного отряда «Дальневосточный Ультиматум», 1929 г.

6 августа 1929 года была образована Особая Дальневосточная Армия (ОДВА).
Первым очагом вооружённого противостояния стал район долины реки Суйфэньхэ, где на границе в зоне видимости друг от друга находились советское село Полтавка и китайский городок Саньчакоу. В китайском городке, где ранее был один небольшой пограничный пост, за несколько дней был создан гарнизон более 3 тысяч солдат, спешно началось строительство укреплений. В ответ у Полтавки был развёрнут 5-й Амурский стрелковый полк 2-й Приамурской стрелковой дивизии. В конце июля начались перестрелки через границу, а в первые дни августа — диверсионные рейды белогвардейских отрядов на советскую территорию. В ответ с 14 по 18 августа части РККА провели операцию на китайской территории, в которой разбили китайский гарнизон в Саньчакоу, затем вернувшись на свою территорию. В боях погибли не менее 12 красноармейцев и до 30 были ранены. Впрочем, отрезвляющего эффекта на китайских военных это не произвело.
В новой ноте от 28 августа СССР заявил, что действия китайской стороны провоцируют войну. Она, как и ноты от 9 сентября и 25 сентября, оставалась без ответа в течение длительного времени.
С обеих сторон велась активная пропаганда: китайцы обвиняли красноармейцев в зверствах, а СССР китайцев — в субсидировании отрядов белогвардейцев. В обоих случаях имело место преувеличение. Независимое следствие не подтвердило фактов военных преступлений со стороны Красной армии, в то же время обвинения мукденского правительства в науськивании белогвардейцев на советские приграничные посёлки были несостоятельны: Чжан Сюэлян фактически не контролировал партизанское движение на своей территории. Многие жители приграничной полосы организовали отряды самообороны, чтобы давать отпор как китайским, так и советским войскам.

## Вооружённый конфликт
Существовала опасность, что китайские войска могут превзойти советские по численности в соотношении три к одному, поэтому командование Красной армии приняло решение начать наступательные операции, чтобы разгромить противника до того, как он соберётся с силами. Была выпущена директива, согласно которой советская сторона отказывалась от каких-либо территориальных притязаний и намеревалась только разгромить армии милитаристов и освободить заключённых. Был сделан особый упор на то, что гражданские строения и организации не будут подвергаться нападению.
Перед началом боевых действий, под руководством Григория Салнина была подготовлена и направлена на китайскую территорию разведывательная группа Разведывательного управления Генерального штаба РККА из четырёх человек, которая при содействии со стороны китайских коммунистов из военной организации города Цицикара в течение 9 дней действовала на китайской территории и вернулась, успешно выполнив поставленные перед ней задания.

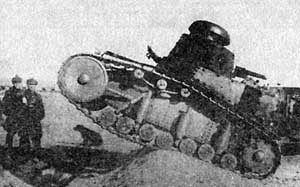
Танк МС-1 (Т-18), КВЖД, 1929 год.

### Сунгарийская операция
12 октября началась первый этап Сунгарийской операции Лахасуская десантная операция. Под Лахасусу огнём артиллерии Дальневосточной военной флотилии (командующий — Я. И. Озолин; 14 кораблей: 4 монитора типа «Шквал» — «Ленин», «Свердлов», «Сун-Ят-Сен» и «Красный Восток»; 3 канонерские лодки — «Пролетарий», «Красное знамя» и «Бурят»; 3 бронекатера — «Пика», «Копьё» и «Барс» и 4 тральщика — бывших буксирных парохода) были подавлены китайские береговые батареи, а советская авиация нанесла удар по кораблям Сунгарийской речной флотилии. В результате обстрела кораблей и авианалёта 5 из 11 китайских кораблей были уничтожены, а остальные отошли вверх по течению Сунгари к Фугдину. После этого с кораблей Дальневосточной военной флотилии был высажен десант. При поддержке артиллерии красноармейцы 2-й стрелковой дивизии овладели городом, а затем возвратились на советскую территорию. Потери китайских войск составили до 200 убитых и 98 пленных, захвачены плавбаза, 2 речных катера, 4 баржи, 12 орудий; потери советского десанта — 5 убитых и 24 раненых.
Китайские солдаты, добравшись до Фугдина, принялись за грабежи магазинов и убийства гражданских лиц. В то же время Красная армия захватила крупные военные склады, в том числе большое количество продовольствия, но жалоб на её действия от гражданских лиц не поступало.
30 октября—3 ноября в 60 км выше по течению Сунгари проведён второй этап Сунгарийской операции — Фугдинская десантная операция. 30 октября 1929 года в устье реки Сунгари вошли 8 кораблей Дальневосточной военной флотилии с десантом, которые уничтожили находившиеся здесь корабли китайской Сунгарийской флотилии, затем два полка 2-й стрелковой дивизии заняли город Фуцзинь (Фугдин), который удерживали до 2 ноября 1929 года, а затем возвратились на советскую территорию. 

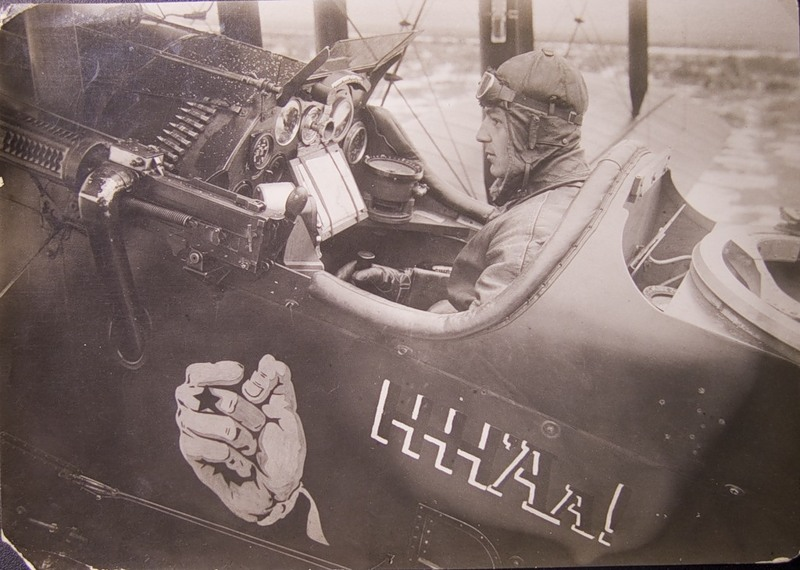
Пилот самолёта Р-1 19-го авиационного отряда «Дальневосточный Ультиматум», 1929 год.

### Мишаньфуская операция
В Приморье, на границе в районе Восточного участка КВЖД, в июле 1929 года в район станции Гродеково, для помощи пограничникам, были переброшены части 1-й стрелковой Тихоокеанской дивизии А. И. Черепанова, 9-й отдельной кавалерийской бригады Д. Д. Вайнерха. Их поддерживали 5-я истребительная и 40-я бомбардировочная эскадрильи авиационной группы Э. П. Карклина. Силы Красной армии на этом направлении составили 2800 бойцов, 960 сабель, 36 орудий, 131 станковый пулемет и 25 самолетов. Им противостояла группировка китайских войск численностью около 4000 человек кавалерии и пехоты.
17 ноября началась операция. Главные силы Тихоокеанской дивизии, пройдя с боями 40 км, сломили сопротивление китайцев и к вечеру 17 ноября взяли город Мишань. Утром 18 ноября китайские войска силами пехотного и кавалерийского полков южнее Мишаня перешли в контрнаступление, которое было остановлено огнем. 20 ноября все советские части Приморской группы войск покинули территорию Китая и вернулись на исходные позиции. Потери РККА в операции составили 17 убитых, 57 раненых. Вооруженное противостояние на границе в районе Восточного участка КВЖД продолжалось до середины декабря.

### Маньчжуро-Чжалайнорская операция
Главной операцией стала Маньчжуро-Чжалайнорская операция. Наступление было направлено на два укреплённых района с центрами в Маньчжоули и Чжалайноре. С целью дезинформации противника, командование Забайкальской группы ОДВА провело переименование 62-го и 63-го стрелковых полков 21-й стрелковой дивизии (так, 63-й стрелковый полк временно получил наименование «36-го стрелкового полка 12-й стрелковой дивизии имени Сибревкома»), а за день до начала операции на станцию Маньчжурия по общему телеграфу был передан оперативный приказ «Подготовиться к движению на Хайлар». Этот приказ стал известен китайцам и непосредственно перед началом операции они передислоцировали одну дивизию из Маньчжурии в Хайлар, что облегчило продвижение 21-й стрелковой дивизии.
Наступление началось в ночь на 17 ноября. Мороз стоял около −20 °C. Оперативная группа Д. С. Фролова перешла государственную границу, преодолела вал Чингисхана и, пройдя незамеченной свыше 30 километров, захватила рудник Беляно в 8 км южнее города Маньчжурия, а затем перекрыла дороги и заняла господствующие высоты южнее и западнее города; одновременно с севера к городу подошла группа Стрельцова. Кольцо окружения замкнули подошедший с востока 106-й стрелковый полк и Бурятский кавалерийский дивизион. Вслед за этим советские самолёты нанесли удар по военным объектам.. Поскольку советская кавалерия перерезала железную дорогу у Чжалайнора, китайские войска не могли ни отступить по ней, ни получить подкрепления. В ночь с 17 на 18 ноября противник предпринял попытку прорыва на юг и отбросил бурятский дивизион, но прибывшие из Читы подкрепления контратаковали и отбросили противника.
18 ноября, перейдя замёрзшую реку Аргунь, 5-я Кубанская кавалерийская бригада К. К. Рокоссовского совместно с подразделениями 36-й Забайкальской стрелковой дивизии предотвратила вторую попытку прорыва гарнизона из окружения. В этот же день, бойцы 35-й и 36-й стрелковых дивизий РККА при поддержке танков МС-1 сумели сломить сопротивление противника, и Чжалайнор был взят.

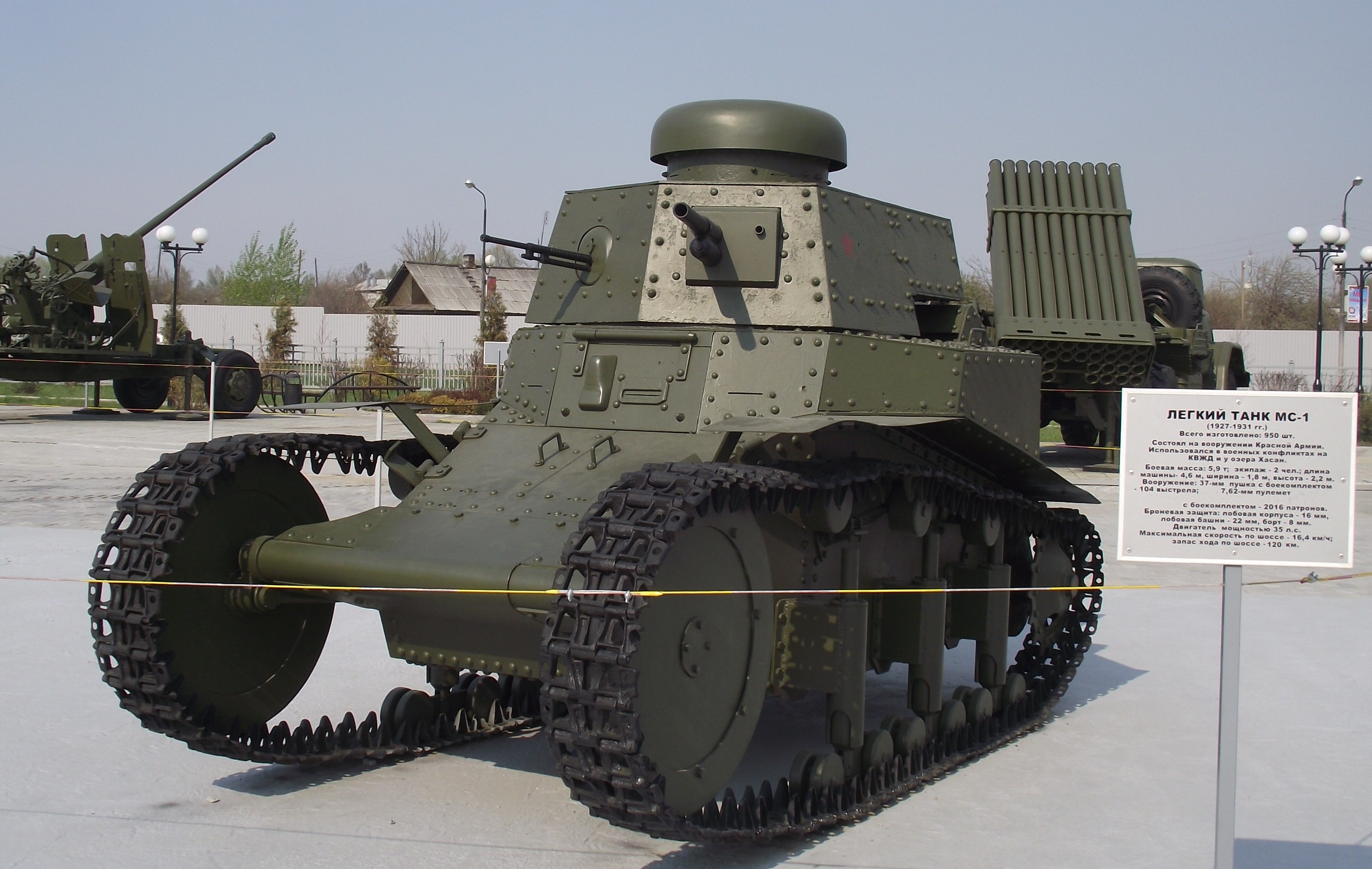
Реплика МС-1 в музее. 2013 год

19 ноября Красная армия двинулась на Маньчжоули; китайские укрепления южнее и юго-западнее Чжалайнора были взяты через полтора часа. Утром 20 ноября силы С. С. Вострецова окружили Маньчжоули и предъявили китайским властям ультиматум, в результате китайский гарнизон капитулировал. Вместе со штабом в плен сдались командующий Северо-Западным фронтом генерал Лян Чжу-цзян и около 250 офицеров. В боях китайские войска понесли значительные потери — около 1500 убитыми и свыше 8000 пленными. РККА потеряла 123 военнослужащих убитыми и 605 ранеными.

## Хабаровский протокол
19 ноября поверенный по иностранным делам Цай Юньшэн направил телеграмму представителю Наркоминдела в Хабаровске А. Симановскому о том, что два бывших сотрудника советского консульства в Харбине отправляются в сторону фронта Пограничная—Гродеково и просят, чтобы их встретили. 21 ноября двое русских — Кокорин, прикомандированный к немецкому консульству в Харбине с тем, чтобы помогать советским гражданам после разрыва дипломатических отношений с Китаем, и Нечаев, бывший переводчик КВЖД, — перешли на советскую сторону в районе станции Пограничная вместе с китайским полковником. Кокорин передал советским властям послание Цай Юньшэна, что тот уполномочен мукденским и нанкинским правительством приступить к немедленным мирным переговорам и просит СССР назначить официальное лицо для встречи с ним.
22 ноября Симановский передал им ответ советского правительства, и три посланника направились назад в Харбин. В ответной телеграмме было сказано, что СССР готов пойти на мирное урегулирование конфликта, но считает невозможным вступать в переговоры на прежних условиях, которые были оглашены через МИД Германии 29 августа, пока Китай не признаёт статус-кво на КВЖД на основе Пекинского и Мукденского соглашений 1924 года, не восстановит в должности советского управляющего дорогой и не отпустит всех арестованных. Как только СССР получит подтверждение выполнения данных условий, все китайские заключённые, попавшие под арест в связи с конфликтом на КВЖД, также будут отпущены, а советская сторона примет участие в мирной конференции. Чжан Сюэлян выразил согласие — его ответ пришёл в Наркоминдел 27 ноября. М. М. Литвинов ответил в тот же день и попросил Чжан Сюэляна направить своего представителя в Хабаровск.
3 декабря 1929 года Цай Юньшэн и Симановский подписали предварительное соглашение. 5 декабря Чжан Сюэлян телеграммой подтвердил согласие с его условиями. 13 декабря Цай Юньшэн прибыл в Хабаровск. Было объявлено, что полномочия Люй Чжунхуа как президента КВЖД прекращаются с 7 декабря. Симановский объявил, что советское правительство назначает генеральным управляющим дороги Ю. В. Рудого.
22 декабря был подписан Хабаровский протокол по которому КВЖД вновь признавалась совместным советско-китайским предприятием. 30 декабря Рудый приступил к выполнению своих обязанностей.

## Результаты
После подписания Хабаровского протокола все военнопленные и арестованные в связи с конфликтом на КВЖД были отпущены на свободу, а советские войска выведены с территории Китая. Последний отряд вернулся в СССР 25 декабря 1929 года. Вскоре нормальная работа КВЖД была восстановлена.
Советским командованием была проведена значительная работа по нормализации отношений с китайским населением, убеждение китайцев в том, что СССР — друг китайцев. С жителями проводили собрания, беседы и открытые киносеансы, распространялись листовки на китайском языке и советские газеты; крестьянам и горожанам было бесплатно передано свыше 2 тыс. пудов муки, хлеб, сахар, мясо и другие продукты питания; кроме того, населению были возвращены лошади и упряжь, реквизированные китайским командованием и оказавшиеся в числе трофеев РККА. В результате отношение китайского населения к СССР и советским военнослужащим улучшилось, а городская управа города Маньчжурия приняла два постановления, выражавшие благодарность красноармейцам.
С китайскими военнопленными хорошо обращались и хорошо кормили, с ними проводилась агитационно-разъяснительная работа. Раненым и больным военнопленным оказывали медицинскую помощь. На бараках были вывешены лозунги на китайском языке «Мы и Красная армия — братья!» В лагере выходила стенгазета под названием «Красный китайский солдат». Уже через два дня 27 китайских военнопленных подали заявления о вступлении в комсомол, а 1240 человек подали заявление с просьбой оставить их в СССР.
Конфликт на КВЖД резко ослабил белую эмиграцию в Маньчжурии. Советские войска в ходе операции арестовали и вывезли в СССР много активных белоэмигрантов. Согласно справке ОГПУ от 31 июля 1930 года из Маньчжурии в СССР было увезено 244 белых: 96 подданных Китая, 129 апатридов и 19 советских граждан. Большинство их было казнено несмотря на гражданство. В той же справке ОГПУ сообщено, что из этих 244 белых были расстреляны 153 человека (59 китайских подданных, 90 апатридов и 4 советских гражданина), 74 осуждены на различные лагерные сроки, 16 находились под следствием и только один человек освобождён.
После завершения конфликта советская сторона провела масштабную чистку персонала КВЖД. Лица, уволившиеся с дороги в период конфликта, были восстановлены в должности, им было возвращено казённое жильё и выплачено жалованье за период с момента увольнения до момента восстановления в должности. Если они отказывались от восстановления в должности, то получали выходное пособие. Согласно Хабаровскому протоколу были уволены без выплаты «заштатного» пособия все лица, принятые на КВЖД в период конфликта. Согласно распоряжению от 29 сентября 1930 года были уволены за двойное гражданство советские граждане, которые в период конфликта приняли китайское подданство.
Во внешнеполитическом плане конфликт на КВЖД изменил отношение Японии к СССР: именно анализируя его итоги, японское военное руководство пришло к выводу, что РККА достигло сопоставимого уровня с японской армией и к будущей войне против СССР необходимо готовиться немедленно и со всей серьёзностью.
В 1931 году Маньчжурия была окончательно оккупирована Японией. В 1935 году после многочисленных провокаций в районе дороги СССР продал КВЖД прояпонскому марионеточному государству Маньчжоу-Го.

## Памятники

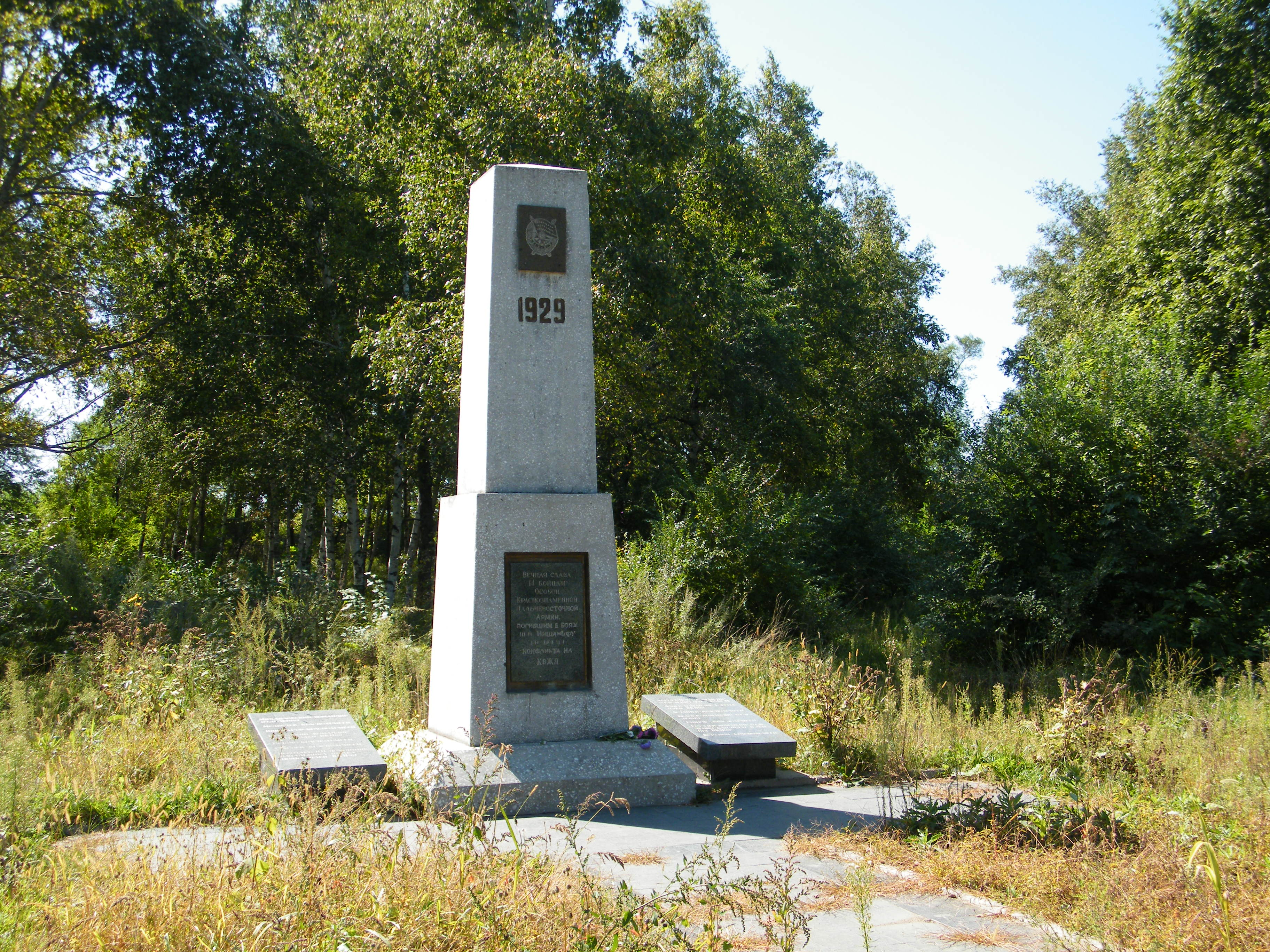
Братская могила красноармейцев, погибших на КВЖД, парк Суворовское училище, Уссурийск
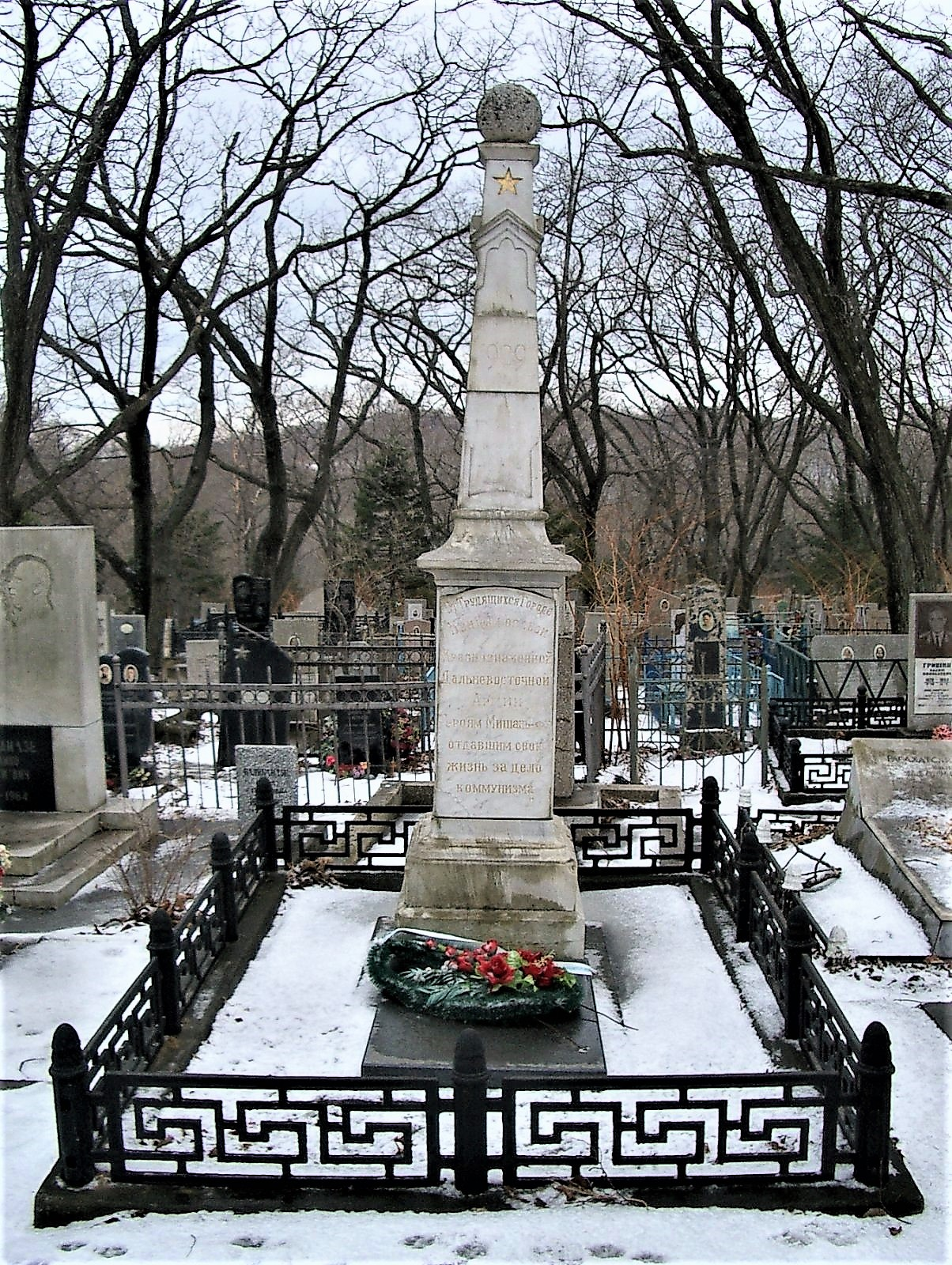
Братская могила участников взятия города Мишань на владивостокском Морском кладбище

На железнодорожной станции Отпор был установлен памятник К. Д. Запарину — командиру взвода, выпускнику Омского пехотного училища имени М. В. Фрунзе, который уничтожил гранатами блиндаж противника, но был ранен, захвачен в плен и жестоко убит китайцами.
На площади Свободы (ныне площади им. Ленина) в Хабаровске захоронены пять бойцов ОДВА, поставлен памятник, который демонтировали в 1998 году. В 2017 году на площади восстановлена памятная доска на могиле.

## Награды
После окончания боевых действий, Почётными революционными Красными знамёнами были награждены Особая Дальневосточная армия, 21-я Пермская стрелковая дивизия и 63-й стрелковый полк. Орденом Красного Знамени были награждены Дальневосточная флотилия, 105-й Ленинградский стрелковый полк 35-й стрелковой дивизии РККА, Управление ОГПУ по Дальневосточному краю и свыше 500 участников боевых действий; С. С. Вострецов был награждён Почётным революционным оружием, а командир артиллерийской батареи Приморской группы войск М. А. Таубе и 9 командиров 105-го стрелкового полка — именным оружием. Кроме того, 13 мая 1930 года за руководство военными операциями при ликвидации конфликта на КВЖД В. К. Блюхер был награждён орденом Красной Звезды, а от коллектива Златоустовского механического завода В. К. Блюхеру было вручено подарочное оружие — шашка, украшенная чернью и золотом.
Также, все участники боевых действий на КВЖД были награждены металлическим нагрудным знаком участника боевых действий на КВЖД. При этом, бойцы РККА и Дальневосточной военной флотилии, принимавшие участие в боевых действиях, а также отличившиеся бойцы отрядов Осоавиахима, обеспечивавшие охрану тыла действующей армии, получили нагрудный знак с надписью «Бойцу ОКДВА. ОСОАВИАХИМ», а участвовавшие в боевых действиях пограничники Краснознамённой пограничной охраны Дальневосточного края — знак с надписью «ОСОАВИАХИМ. Бойцу КПО ДВК. КВЖД».

### В кино
- Государственная граница. Восточный рубеж